# Бонет, Артуро
Артуро Бонет Польедо (исп. Arturo Bonet Polledo; годы жизни неизвестны) — испанский шахматист.
Двукратный бронзовый призер чемпионатов Астурии (1952 и 1955 гг.).
Участник ряда международных соревнований, проводившихся на территории Испании в 1940—1950-х гг.
В составе сборной Испании участник шахматного турнира рабочей олимпиады 1936 года в Барселоне.
В историю шахмат вошёл благодаря победе над действующим чемпионом мира А. А. Алехиным (1945; во 2-м туре турнира в Хихоне). Эта победа ввела Бонета в число членов символического клуба им. М. И. Чигорина под номером 30.

## Спортивные результаты
| Год  | Город | Соревнование         | + | − | = | Результат | Место |
| ---- | ----- | -------------------- | - | - | - | --------- | ----- |
| 1944 | Хихон | Международный турнир | 2 | 5 | 1 | 2½ из 8   | 6—7   |
| 1945 | Хихон | Международный турнир |   |   |   | 3 из 9    | 7     |
| 1949 | Хихон | Международный турнир |   |   |   |           | 12    |